# Noel León
Noel Jesús León Vázquez (Monterrey, 21 dicembre 2004) è un pilota automobilistico messicano, campione nella Formula 4 messicana e in quella statunitense rispettivamente nel 2019 e 2021. Sempre nel 2021 ha vinto la NASCAR Challenge Series – Mexico mentre nel 2023 ha trionfato nella Euroformula Open.

## Carriera

### Gli inizi in F4
Nel 2019 León passa alle corse in monoposto a tempo pieno correndo nella Formula 4 NACAM. Il pilota messicano ottiene sette vittorie e si laurea campione nella serie. L'anno seguente passa alla SC Súper Coppa dove riesce a ottenere una vittoria.
Nel 2021 León si unisce al team DEForce Racing in coppia con il connazionale José Andrés Martínez, partecipando alla Formula 4 USA. Nella serie ottiene solo due vittorie, la prima a Road America e la seconda a Mid-Ohio, ma grazie alla sua costanza riesce a laurearsi il campione nella serie davanti a Mac Clark. Lo stesso anno partecipa e vince la NASCAR Challenge Series – Mexico.

### Formula 3

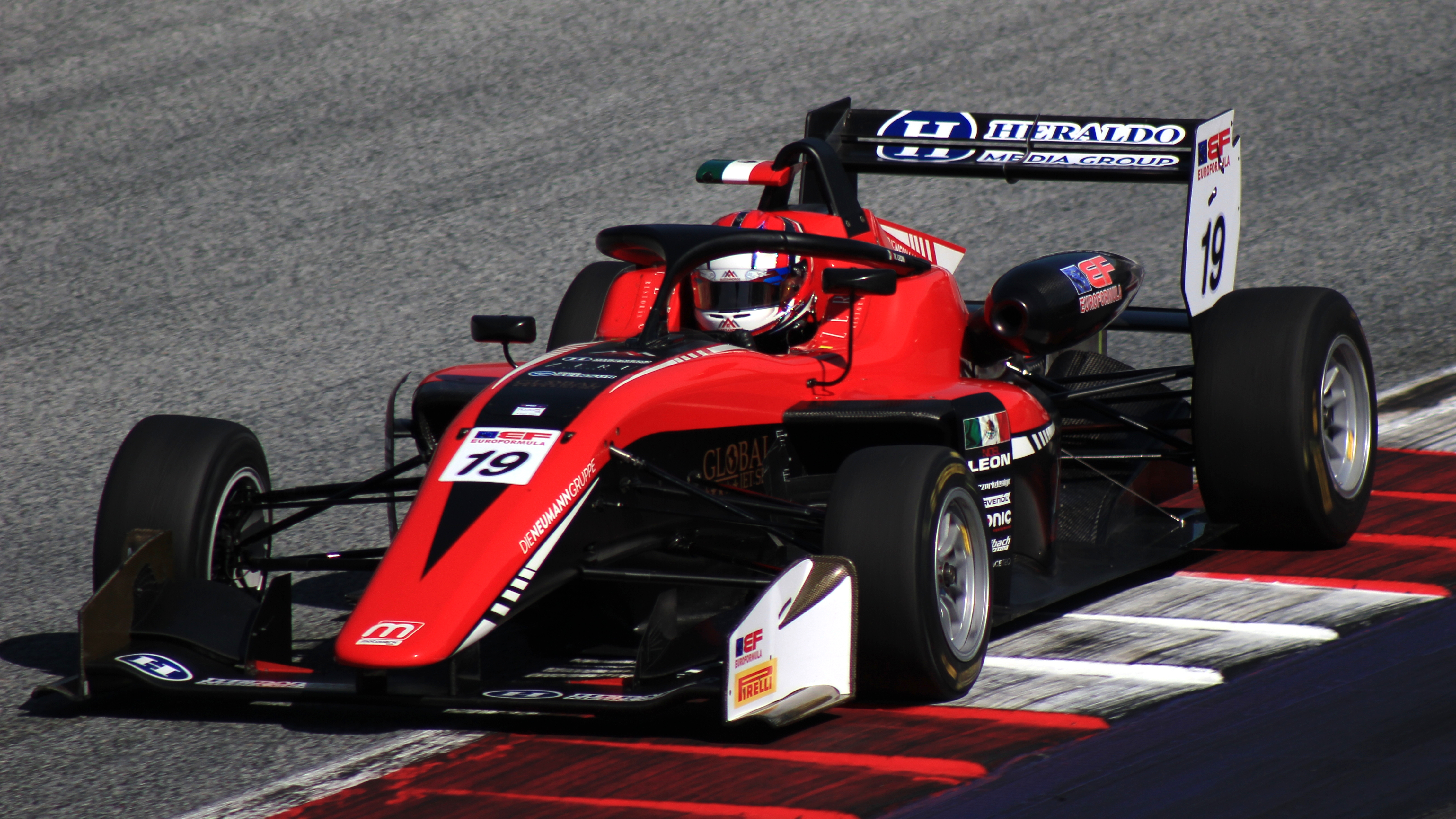
Noel León nella Euroformula Open 2023

Nel 2022 León si trasferisce in Europa correndo nella Formula Regional europea con il team Arden Motorsport. La stagione per il pilota messicano si dimostra sotto le aspettative, riesce a raggiungere la zona a punti solo nelle due corse a Monte Carlo arrivando decimo e nono. Nel settembre dello stesso anno ha anche la possibilità di prendere parte ai test post-stagionali della Formula 3 con il team Van Amersfoort Racing.
L'anno seguente León si iscrive alla Euroformula Open correndo per il Team Motopark. La sua seconda stagione in Europa risulta molto positiva, ottiene sette vittorie e riesce a laurearsi campione con un round d'anticipo.

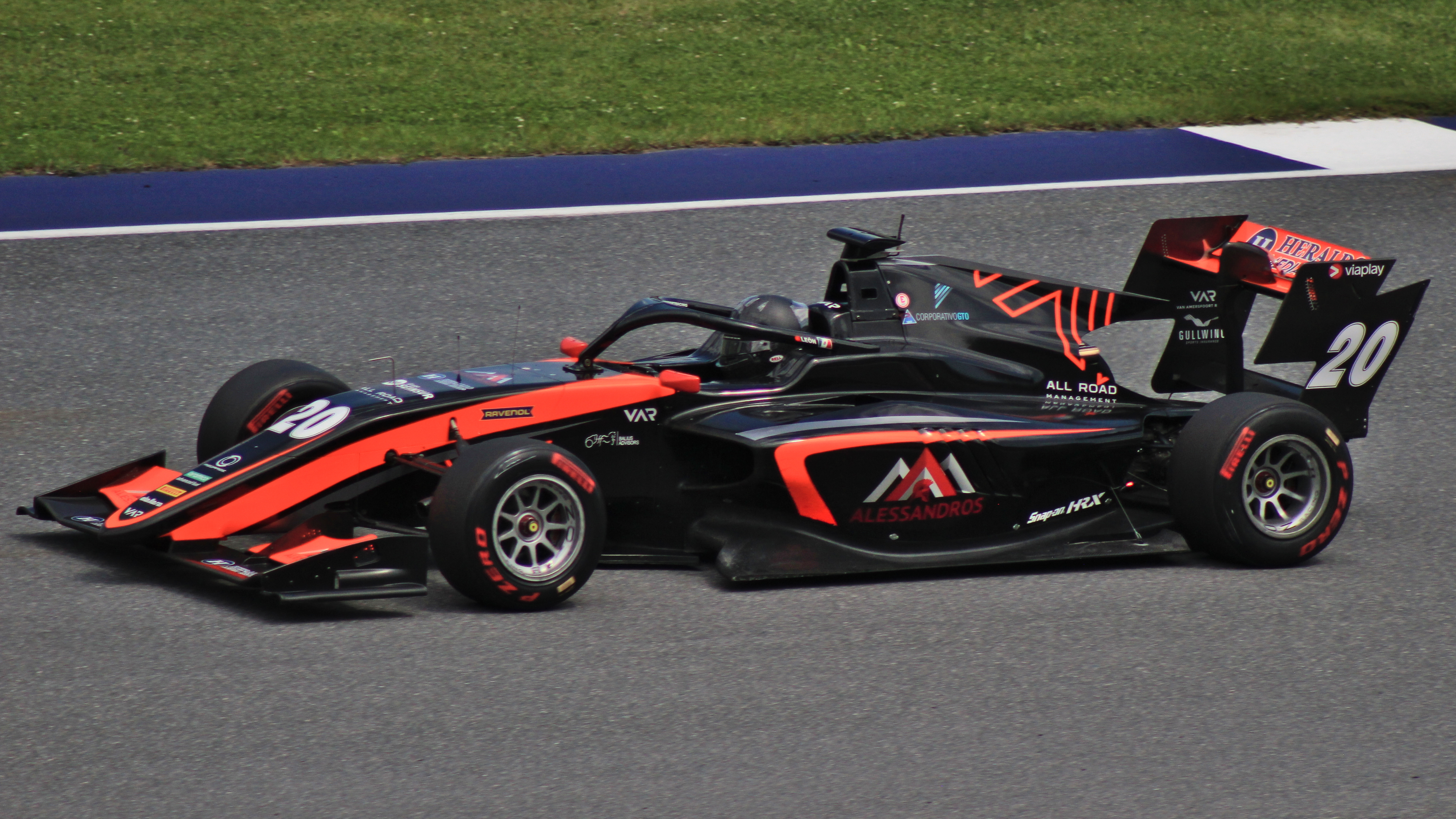
Noel León alla guida della Dallara F3 nel 2024

A fine stagione si unisce al team VAR partecipando prima ai test della Formula 3 e poi al prestigioso Gran Premio di Macao. Nel dicembre del 2023 arriva ufficialità, León corre in F3 con la VAR per la stagione 2024. Nella gara uno d'Imola ottiene il primo podio nella serie arrivando terzo. Ritorna a podio nella gara corta di Silverstone arrivando dietro a Arvid Lindblad, ottiene un altro secondo posto in gara due del Hungaroring dopo la squalifica di Laurens van Hoepen, mentre chiude terzo in gara uno di Spa dietro le Prema di Beganovic e Minì. León chiude la sua prima stagione in Formula 3 arrivando decimo in classifica generale e quarto in quella riservata ai Rookie. Nel novembre dello stesso anno prende parte al Gran Premio di Macao con il team Pinnacle Motorsport.
Per la stagione 2025, León rimane in Formula 3 passando al team Prema Racing.

### Formula 1
Il 14 gennaio del 2022 il team di Formula 1, Red Bull ha annunciato l'entrata di León nel Junior Team della scuderia austriaca. Dopo un solo anno, Leon e la Red Bull decidono di separarsi, visti sia i deludenti risultati del pilota nella Formula Regional europea e anche lo scarso supporto ricevuto dello Junior team.

## Risultati

### Riassunto della carriera
| Stagione | Serie                            | Team                   | Gare | Vittorie | Pole | GPV | Podi | Punti | Pos. |
| -------- | -------------------------------- | ---------------------- | ---- | -------- | ---- | --- | ---- | ----- | ---- |
| 2017–18  | Formula 4 NACAM                  | Ram Racing             | 3    | 0        | 0    | 0   | 2    | 45    | 12º  |
| 2018     | FB-BOHN Mikel's Trucks           | N/A                    | 1    | 0        | 0    | 0   | 0    | 34    | 25º  |
| 2018–19  | Formula 4 NACAM                  | Ram Racing             | 2    | 0        | 0    | 0   | 1    | 27    | 11º  |
| 2019–20  | Formula 4 NACAM                  | Ram Racing             | 20   | 7        | 10   | 5   | 15   | 325   | 1º   |
| 2020     | SC Súper Coppa Mercedes Benz     | Sidral Aga Racing Team | 10   | 1        | 1    | 0   | 2    | 868   | 10º  |
| 2020     | Tractocamiones Freightliner      | N/A                    | 1    | 0        | 0    | 0   | 0    | N/A   | NC   |
| 2021     | Formula 4 USA                    | DEForce Racing         | 17   | 2        | 3    | 1   | 11   | 212   | 1º   |
| 2021     | NASCAR Challenge Series – Mexico | Alessandros Racing     | 11   | 7        | 4    | 5   | 9    | 317   | 1º   |
| 2021     | GTM Gran Turismo Mexico          | Sidral Aga             | 2    | 1        | 1    | 0   | 1    | 166   | 15º  |
| 2022     | Formula Regional europea         | Arden Motorsport       | 20   | 0        | 0    | 0   | 0    | 3     | 23º  |
| 2023     | Euroformula Open                 | Team Motopark          | 18   | 7        | 5    | 11  | 16   | 394   | 1º   |
| 2024     | Formula 3                        | Van Amersfoort Racing  | 20   | 0        | 0    | 0   | 3    | 79    | 10º  |

* Stagione in corso.

### Risultati Formula Regional europea
(legenda) (Le gare in grassetto indicano la pole position) (Le gare in corsivo indicano Gpv)
| Stagione | Team             | 1   | 2   | 3   | 4   | 5   | 6   | 7   | 8   | 9   | 10  | 11  | 12  | 13  | 14  | 15  | 16  | 17  | 18  | 19  | 20  | Punti | Pos. |
| -------- | ---------------- | --- | --- | --- | --- | --- | --- | --- | --- | --- | --- | --- | --- | --- | --- | --- | --- | --- | --- | --- | --- | ----- | ---- |
| 2022     | Arden Motorsport | MNZ | MNZ | IMO | IMO | MON | MON | LEC | LEC | ZAN | ZAN | HUN | HUN | SPA | SPA | RBR | RBR | CAT | CAT | MUG | MUG | 3     | 23º  |
| 2022     | Arden Motorsport | 21  | 25  | 22  | 15  | 10  | 9   | 17  | 20  | 24  | 17  | 13  | 17  | 22  | Rit | 12  | 12  | 12  | 17  | 24  | 27  | 3     | 23º  |

### Risultati in Euroformula Open
(legenda) (Le gare in grassetto indicano la pole position) (Le gare in corsivo indicano Gpv)
| Stagione | Team          | 1   | 2   | 3   | 4   | 5   | 6   | 7   | 8   | 9   | 10  | 11  | 12  | 13  | 14  | 15  | 16  | 17  | 18  | 19  | 20  | 21  | 22  | 23  | Punti | Pos. |
| -------- | ------------- | --- | --- | --- | --- | --- | --- | --- | --- | --- | --- | --- | --- | --- | --- | --- | --- | --- | --- | --- | --- | --- | --- | --- | ----- | ---- |
| 2023     | Team Motopark | PRT | PRT | PRT | SPA | SPA | SPA | HUN | HUN | HUN | LEC | LEC | LEC | RBR | RBR | RBR | MNZ | MNZ | MNZ | MUG | MUG | CAT | CAT | CAT | 394   | 1º   |
| 2023     | Team Motopark | 3*  | 5   | 1   | 1   | 2*  | 3   | 1   | 4   | 3*  | Rit | 7   | 2*  | 1   | 1*  | 2*  | 1   | Rit | 2   | 1*  | 3*  | Rit | 4   | 3   | 394   | 1º   |

### Risultati Gran Premio di Macao
| Anno | Team                             | Auto            | Qualifica | Gara |
| ---- | -------------------------------- | --------------- | --------- | ---- |
| 2023 | Van Amersfoort Racing            | Dallara F3 2019 | 17°       | 19°  |
| 2024 | KCMG IXO con Pinnacle Motorsport | Tatuus T-318    | 3°        | 3°   |

### Risultati in Formula 3
(legenda) (Le gare in grassetto indicano la pole position) (Le gare in corsivo indicano Gpv)
| Anno | Team                  | 1   | 2   | 3   | 4   | 5   | 6   | 7   | 8   | 9   | 10  | 11  | 12  | 13  | 14  | 15  | 16  | 17  | 18  | 19  | 20  | Punti | Pos. |
| ---- | --------------------- | --- | --- | --- | --- | --- | --- | --- | --- | --- | --- | --- | --- | --- | --- | --- | --- | --- | --- | --- | --- | ----- | ---- |
| 2024 | Van Amersfoort Racing | SAK | SAK | MEL | MEL | IMO | IMO | MON | MON | CAT | CAT | RBR | RBR | SIL | SIL | HUN | HUN | SPA | SPA | MNZ | MNZ | 79    | 10º  |
| 2024 | Van Amersfoort Racing | 22  | 12  | Rit | 25  | 3   | 19  | 4   | 23  | 6   | 9   | 9   | 23  | 2   | 10  | 12  | 2   | 3   | 4   | Rit | 7   | 79    | 10º  |
| 2025 | Prema Racing          | AUS | AUS | SAK | SAK | IMO | IMO | MON | MON | CAT | CAT | RBR | RBR | SIL | SIL | SPA | SPA | HUN | HUN | MON | MON | 21*   |      |
| 2025 | Prema Racing          | 10  | 13  | 11  | 17  | 9   | Rit | Rit | Rit | 10  | 18  | 10  | 11  | 7   | 3   | 15  | C   |     |     |     |     | 21*   |      |